# Quatre études (Roger-Ducasse)
Quatre études est une oeuvre pour piano seul de Jean Roger-Ducasse, composée en 1915, pendant la Première Guerre mondiale. Ces études sont exactement contemporaines de celles de Claude Debussy.

## Composition
Roger-Ducasse entreprend la composition de plusieurs études pour piano seul à partir de 1914. Pendant la Première Guerre mondiale, il compose ce recueil de Quatre études « d'une grande difficulté technique ». 

## Création
La première audition en public des Quatre études a lieu en séance d'élèves au domicile de Marguerite Long, rue Fourcroy, le 23 juin 1916.
Le 16 mars 1918, Blanche Selva en donne une interprétation en concert soliste. 

## Présentation
Les Quatre études sont dédiées à différents jeunes pianistes :
1. Prélude en ut majeur, Allegro à 
, et
2. Fugue en ut majeur, Assez vite ( = 108) à 
 — dédiés à Hélène Isidor ;
3. Étude en mi majeur, Lent ( = 58) à 
  — dédiée à Cécile Lambinet, mère du pianiste Dominique Merlet[3] ;
4. Étude en mi bémol mineur, Lentement ( = 56) à 
  — dédiée à Daniel Éricourt.

Jacques Depaulis considère que ces Études, « rarement jouées, hélas ! peuvent supporter allègrement le voisinage des Études de Debussy ». Guy Sacre considère que ces pièces « tâchent de ne pas effaroucher les pianistes : elles se destinent à des élèves ou à des enfants d'amis ».

## Discographie
- Roger-Ducasse : Œuvres pour piano, Dominique Merlet (2001, Mandala MAN 5011) (OCLC 659094228) (no 3 et no 4 uniquement[4])
- Roger-Ducasse : The complete piano Works, Martin Jones (2015, Nimbus Records NI 5927)
- Roger-Ducasse : Piano Works, Joel Hastings (2017, Grand Piano GP724)

### Ouvrages généraux
- Guy Sacre, La musique pour piano : dictionnaire des compositeurs et des œuvres, vol. II (J-Z), Paris, Robert Laffont, coll. « Bouquins », 1998, 2998 p. (ISBN 978-2-221-08566-0), p. 2299-2309

### Monographies
- Laurent Ceillier, Roger-Ducasse : Le musicien, l'œuvre, Paris, Éditions Durand, 1920, 87 p. (lire en ligne)
- Jacques Depaulis, Roger-Ducasse, Anglet, Séguier, coll. « Carré Musique », 2001, 154 p. (ISBN 2-84049-252-0)